# 埃利亚·格林
埃利亚·格林（英語：Ellia Green，1993年2月20日—），跨性别男性，澳大利亚橄榄球运动员。格林曾代表澳大利亚女子七人制国家队参加2016年夏季奥林匹克运动会七人制橄榄球比赛，获得一枚金牌。